# سينيسيوس

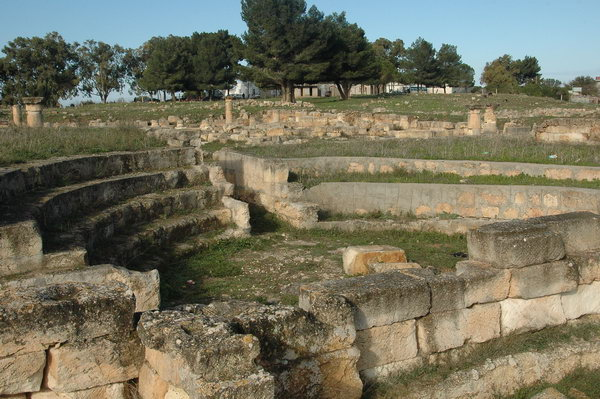
آثار مدينة بلاغراي حيث ولد فيها سينيسيوس.

الأسقف سينيوس (باليونانية: Συνέσιος) ولد عام 370 ميلادي في بلدة بلاغراي الأغريقية، مدينة البيضاء في ليبيا حالياً وتوفي سينيوس عام 413 ميلادي.
قدم لتاريخ الأدب والفلسفة وتاريخ الكنيسة في حين سجله التاريخ الكنيسة أسقفا لمدينة طلميثة.
وتلقي تعليمه في قورينا ثم أنتقل إلي الإسكندرية، وأخذ عن الفيلسيوفة هيباتيا مناهج فلسفة الرياضية، حتي إن الفنان رفائيل أستوحى نصوصها لإعادة رسم صورتها، فقط حفظ التاريخ الكلاسيكي كتابته وما زالت قيد النشر إلي يومنا هذا.
أن سينيوس صنف فيلسوفا رياضيا أفلاطونيا تميزت كتاباته المفعمة في الشعر والنثر واللاهوت بأنها نصوص عميقة من طراز أدبي رفيع من خلال تأملاته الواعية بمحيطه الإنساني والطبيعي، وبما تناوله من هموم وطنه وانشغالاته كإنسان وشاعر وأسقف لأبرشية طلميثة عاصمة الإقليم. في خطبته الشهيرة أمام الإمبراطور أركاديوس عام 399م تحدث بحسرة عن أحوال بلاده ووصف قورينا "بالفقيرة والكئيبة والواسعة الخراب، وقال إنها بحاجة إلى ملك جديد" وفي رسالته 57 عبر عن حجم الظلم السائد، وتدهور قيمة العدل حيث تحولت دار القضاء إلى ساحة للإعدامات".

## القائد العسكري
وتعتبر قيمة سينيوس فيلسوفا وشاعرا ورجل دين نصوصه تحكي قصة مدينة قورينا، ومدينة الأبرشية التي كان أسقفها وهي طلميثة.. وأوضح أن آخر الدراسات الحديثة صدرت في 1987 وأعادت قراءة نصوصه حيث تفسر حالة الاكتئاب واليأس التي وصل لها، بأنها دلالة أخرى على حجم الاضمحلال الثقافي والحضاري الذي يرصده سينيوس بألم شديد.
وقال السير ريتشارد جود تشايلد «إن نصوصه تكشف عن شخصية رجل ذي مبادئ أخلاقية عالية، وصاحب روح وطنية صادقة، ومما حببه إلى القراء أيضا ولعه بالريف والطبيعة ونفوره وسخريته من قادة الحكومة والعسكر الجبناء والبلداء».

## روابط خارجية
- سينيسيوس على موقع الموسوعة البريطانية (الإنجليزية)
- سينيسيوس على موقع ميوزك برينز (الإنجليزية)